# Istorija prečišćavanja vode
Istorija prečišćavanja vode može se pratiti kroz sačuvane zapise i artefakate od najranijih civilizacija. Od trenutka kada je čovek otkrio da se prečišćavanjem pitke vode mogu ublažiti, pa čak i ukloniti epidemije kuge i ostale zarazne bolesti, smatra se da počinje i nagli razvoj upotrebe uređaja za prečiščavanje vode.
Tokom 19. i 20. veka, prečišćavanje pitke vode za domaćinstva obavljalo se uglavnom sporim ili brzim filterima. Sporo prečiččavanje (koje se zove i površinsko) vršeno je kroz biološku opnu koju su stvarali mikroorganizmi na površini filterskog sloja, dok je dubinsko vršeno kroz celi filterski sloj i zato nosi naziv i dubinsko prečiščavanje.
Iako je bilo manjih sistema za prečišćavanje pitke vode, grad Pejsli u Škotskoj, smatra se da je bio prvi koji je za ceo grad izgradio sistem za prečišćavanje pitke vode 1804. godine (metodom sporog prečišćavanja). Nakon toga je više stotina sistema za prečišćavanje sagrađeno u Evropi. Već tada je otkriveno da dodavanje aluminij sulfata u sirovu vodu poboljšava njen kvalitet i ubrzava sam postupak. Tako je nastalo brzo prečišćavanje vode koje je ubrzalo ovaj postupak i do 60 puta.
Uređaji za prečiščavanje vode koji su tokom istorije korišćeni za poboljšanje ukusa i bezbednosti vode za piće, pripremu hrane ili kupanje, neprestano su usavršavani. U moderno doba oni se takođe široko koriste u vodosnabdevanju stanovništva, industriji, trgovini, poljoprivredi. 
Istorija prečišćavanj vode usko je povezana i sa dugom istorijom poboljšanja javnog zdravlja, koje se i današnje vreme neprestano unapređuje. 

## Obrada vode u drevnim kulturama
U drevnim kulturama  ljudi još nisu mogli razlikovati prljavu i čistu vodu. Zamućenost je bila glavna pokretačka snaga za najranije tretmane vode, jer se nije mnogo znalo o mikroorganizmima ili hemijskim zagađivačima.
Drevni zapisi na sanskrtu i hijeroglifima  koji datiraju iz 2000. godine p. n. e. otkrivaju da su se u drevna vremena primenjivale razne veštine kako bi pitka voda ostala bistra i prijatnog ukusa. U tekstu Sushruta Samhita iz   3. ili 4. veka p. n. e., koji se uglavnom bavi metodama ajurveda ili tradicionalnom indijskom medicinom, mogu se naći i preporuke o kondicioniranju vode — prokuvavanjem vode, zagrvanjem vode na sunčevoj svetlosti i uranjenje vrućeg gvožđa u vodu. U ovom tekstu mogu se naći preporuke o prečišćavanju vode ili filtraciji vode uz pomoć peska i grubog šljunka (tucanika). Osim toga za prečišćavanje vode se preporučivala i upotreba stene pod imenom gomedaka i semenki biljke Strychnos potatorum. U drugom tekstu na sanskrtu Sushruta Samhita navodi se upotreba aktivnog uglja za filtriranje vode.

### Drevni Egipt
U drevnom Egiptu pored savršenog postupka mumifikacije pokojnika znalo se i za prečišćavanje vode. 
Egipćani su prvi otkrili princip koagulacije, za koju su primenili hemijsku stipsu za taloženje suspendovanih čestica. Na slikama iz egipatskih grobnica (15. i 13. vek p. n. e. pogotovo na zidu grobnice faraona  Amenofisa II i Ramzesa II. u Tebi) prikazana je oprema za kondicioniranje vode.

### Stara Grčka
Hipokrat sa Kosa osim što se smatra jednim od najistaknutijih ličnosti medicine svih vremena, zna se da se bavio i ispitivanjem metoda prečišćavanja vode. Po Hipokratovom mišljenju, karakteristike ličnosti određuju četiri telesna soka od kojih je sastavljen ljudski organizam: sluz, žuta žuč, crna žuč i krv. Zdravlje je dobro mešavina (eukrazija) telesnih sokova, a bolest je poremećaj u mešavini tih sokova (diskrazija). U svojim radovima posebno je nagašavao lekovita svojstva vode, pa je za bolesnike koji imaju groznicu Hipokrat savetovao upotrebu kupki sa hladnom vodom. Hipokrat je tvrdio da voda koja je bila dostupna u starogrčkim vodovodima (akvedukti) nije bila dobrog kvaliteta, jer je verovao da je samo voda koja ima dobar okus i koja nije mutna dobra voda za piće. Hipokrat je takođe sagradio i sopstveni filter za vodu, napravljen od tkanine u obliku vrećice, kroz koji je prečišćavao voda nakon prokuvavanja. Glavna svrha vrećice bila je da uhvati sedimente koji uzrokuju loš ukus ili miris.

### Sparta
U staroj Sparti u kojoj se prvi put počela upotrebljavati šolja za vodu u 9, veku p. n. e. koja je  bile tako napravljena da su se nečistoće iz zamućene vode lepile za njene zidove i tako davale nešto bistriju vodu. U područjima gde su se vodile ratne akcije, postojala je i oprema za prečišćavanje vode, koja je uključivala prokuvavanje i filtriranje vode kroz tkaninu (obično pamučnu gazu) u obliku sifona.
Tokom vekova p. n. e. stari Grci i Rimljani su razvili razne načine da bi se pobolšao ukus i miris vode. Diofant je u 1. veku p. n. e. savetovao da se lovor stavlja u kišnicu pre upotrebe za piće.
Kasnije je Paksam predlagao upotrebu samlevenog korala ili ječma u vreći koja bi se uranjala u vodu lošeg ukusa i mirisa. 
Arapski astronom i matematičar Jabir ibn Aflah iz Sevilje u 8. veku je predlagao neobičan način prečišćavanja vode, uz korištenje fitilja od tkanine, koji bi bio povezan s dve posude. Sirova voda iz jedne posude bi prolazila kroz filter od tkanine i kapala u drugu posudu.

## Obrada vode u srednjem veku
U Srednjem veku nije bilo puno istraživanja i otkrića u oblasti prečišćavanja vode. Tek u renesansi počela su istraživanja, koja su ubrzana otkrićem mikroskopa.
Tokom srednjeg veka (500—1500 godine), vodosnabdevanje više nije bilo tako sofisticirano kao ranije, pa su ovi vekovi poznati kao mračno doba, zbog nedostatka naučnih inovacija i eksperimenata. Nakon pada Rimskog Carstva neprijateljske snage su uništile mnoge akvadukte, a drugi se više nisu primjenjivali. Budućnost tretmana vode za piće bila je neizvesna, sve do novog veka.

## Istraživanja u novom veku
Fransis Bejkon je 1627. objavio knjigu A Natural History of Ten Centuries u kojoj opisuje svoja istraživanja u odsoljavanju morske vode (desalinizacija), a to je ujedno bio i prvi zapis o korištenju peščanih filtera nakon Srednjeg veka. Bejkon je verovao da će prečišćavanje morske vode kroz pesak dobiti čistu i pitku vodu. On je jednostavno iskopao rupu na plaži u blizini mora, verujući da će morska voda prolaskom kroz slojeve peska biti pročišćena. Nažalost to istraživanje nije uspelo, ali su njegovi radovi dali potsticaj za nova istraživanja sa pješčanim filterima. Bejkonova ideja realizovana je 1903, godine primenom omekšavanje vode kao tehnike desalinizacije vode. Kationi su uklonjeni iz vode izmenom natrijumom ili drugim katjonima u jonskim izmjenjivačima.
Van Leeuwenhoek, a kasnije i Robert Huk, su zapazili da bilo koja kap vode koja je uzeta iz prirode ustvari vrvi od života i da u njoj ima ogroman broj mikroorganizama. Kako je u to vreme u velikom broju gradova harala kolera, došlo se do zaključka da epidemija ima neke veze s kvalitetom vode za piće. Britanski naučnik John Snow je 1854. i dokazao da epidemija kolere uglavnom nastaje zbog zagađene vode, obično zbog mešanja vode iz kanalizacije i izvora pitke vode (London).
Nakon ovih otkrića  John Snow je počeo da primjenjuje filtera za prečišćavanje pitke vode. Za dezinfekciju je Snow počeo primjenjivati preparate hlora. Na taj način je dokazano da ako je voda bistra, bez mirisa i ukusa, to i ne znači da je to pitka voda, već treba uzeti u obzir i neke druge faktore da bi voda bila pitka i bezbedna.

## Obrada vode u moderno doba
Iako je i u ranijim istorijskim periodima bilo manjih sistema za prečišćavanje pitke vode, grad Pejsli u Škotskoj, 1804. godine, bio je prvi koji je izgradio sistem za prečišćavanje pitke vode za celi grad (metodom sporog prečišćavanja). Nakon ovog poduhvata, nastalo je više stotina sistema za prečišćavanje vode samo u Evropi.
Počev od 1890-ih godina Amerika je počela gradi velike peščane filtere kako bi zaštitila javno zdravlje. Ovo se pokazalo uspešnim. Umesto spore filtracije peskom, sada je primijenjena brza filtracija peskom. Kapacitet filtera je poboljšan čišćenjem snažnim mlazom pare. Nakon toga, dr  Fuller je otkrio da brza filtracija kroz pesak radi mnogo bolje kada joj prethode tehnike koagulacije i sedimentacije.
U međuvremenu, bolesti koje se prenose vodom, kao što su kolera i tifus, postajale su sve manje uobičajene jer je hlorisanje vode osvajalo terene širom sveta. Nakon nekog vremena otkriveni su negativni efekti hlora. Hlor isparava mnogo brže od vode, a to je povezano sa pogoršanjem i uzrokom respiratornih bolesti. Pored toga, ljudi su počeli da postavljaju kućne filtere za vodu i filtere za tuširanje kako bi sprečili negativne efekte hlora u vodi. Stručnjaci za vodu počeli su tražiti alternativna sredstva za dezinfekciju vode.
U 19.veku otkriveno je da se dodavanjem aluminijum sulfata u sirovu vodu poboljšava kvalitet vode i ubrzava sam postupak prečišćavanja. Tako je nastalo brzo prečišćavanje vode koje je ubrzalo sam postupak kondicioniranja vode i do 60 puta.
Godine 1902. kalcijum hipohlorit i gvožđe hlorid pomešani su u vodovodu za piće u Belgiji, što je istovremeno rezultovalo i koagulacijom i dezinfekcijom. 
Godine 1906. ozon je prvi put primijenjen kao dezinficijens u Francuskoj. 
Omekšavanje vode i primene jonski izmjenjivača za prečišćavanje vode počela je da se primjenjuje, sa ciljem da se iz vode za piće uklone olovo, živa i drugi opasni teški metali, a iz tvrde vode uklane kalcijumovi i magnezijumovi joni. Ovaj postupak u jonskim izmenjivačima, imao je za cilj da zameni primenu natrijumovih jona. Ovaj postupak koji se počeo primenjivati početkom 20. veka, vremenom je usavršavana kako bi jonski izmenjivači mogli da iz vode uklone olovo, živu i druge opasne teške metale.  Sve više se primijenjuju i tehnike kao što su aeracija, flokulacija i adsorpcija aktivnim ugljem. U 1980 -im, razvoj membrane za reverznu osmozu je dodana na listu.

## Uvođenja standarda

### Preduslovi
Kako u savremenom svetu gotovo da u prirodi nema idealno čiste vode, jer se zagađuje još u obliku vodene pare, u kojoj se rastvaraju gasovi i krute čestice koje se nalaze u atmosferi. Sastav tla, i njegovo zagađenje ima veliki uticaj na sastav i kvalitet vode. Već u toku padanja, nakon što kiša upije atmosfersko zagadjenje zbog povećane količine ugljen dioksida u atmosferi, njen pH pada do vrijednosti od 5,6 pa čak i do 4, tako da na zemlju padaju kisele kiše. Samo u krškim područjima karbonatne sene su u stanju da neutraliziju tu kiselost, i ona u kraškim područjima ima pH oko 7, što je čini neutralnom.
Zagađenje podzemnih voda uvek je nepovoljno, jer ako se voda zagadi otrovnom materijom ona je izvan upotrebe ne samo desetinama godina, već i vekovima ili zauvek. Zato mere obvezne zaštite vode kod planiranja, gradnje i održavanja objekata moraju biti efikasne, zakonski sprovidive, i jasno određene Pravilnikom o zdravstvenoj ispravnosti vode za piće, i Uredbom o maksimalno dopuštenim koncentracijama opasnih matarija u vodama (koji propisuju granične vrednosti pojedinih elemenata i supstanci, što vodu čine opasnom za ljudsko zdravlje ako se nalaze u koncentracijama većih od dopuštenih).

### Prvi standardi
Prvi standardi za snabdevanje zdravom pijaćom vodom uvedeni su 1914.  godine, na osnovu rasta koliformnih bakterija, da bi tek 1940-ih počeli da se  primenjuju standardi za vodu za piće primijeni na opštinsku vodu za piće. U Sjedinjenim Američkim Državama 1972. godine usvojen je Zakon o čistoj vodi, a 1974. godine formulisan je Zakon o bezbednoj vodi za piće (SDWA). Opšte načelo u razvijenom svijetu sada je bilo da svaka osoba ima pravo na ispravnu vodu za piće.
Počev 1970. godine , briga o javnom zdravlju prešla je sa bolesti koje se prenose vodom uzrokovane mikroorganizmima koji izazivaju bolesti, na antropogeno zagađenje vode kao što su ostaci pesticida i industrijski mulj i organske hemikalije. Uredba se sada fokusirala na industrijski otpad i kontaminaciju industrijske vode, a postrojenja za prečišćavanje vode su prilagođena tim uslovima.
Procene rizika su omogućene tek nakon 1990. godine.

## Spoljašnje veze
- History of Water Filtration (језик: енглески)
- The History Of Clean Water: Filtration Systems Through The Years Архивирано на веб-сајту  (9. децембар 2023) (језик: енглески)